# Raghunathpur (PS-Magra)
Raghunathpur (PS-Magra) is een census town in het district Hooghly van de Indiase staat West-Bengalen. Achter de plaatsnaam Raghunathpur wordt vaak een verwijzing naar het nabijgelegen Magra toegevoegd, om onderscheid te maken met Raghunathpur (PS-Dankuni), een gelijknamige plaats in hetzelfde district.

## Demografie
Volgens de Indiase volkstelling van 2001 wonen er 14.109 mensen in Raghunathpur (PS-Magra), waarvan 54% mannelijk en 46% vrouwelijk is. De plaats heeft een alfabetiseringsgraad van 75%.